# Équipe cycliste NSP-Ghost
L'équipe cycliste NSP-Ghost est une équipe cycliste professionnelle allemande, active entre 2011 et 2013. Durant son existence, elle a le statut d'équipe continentale. L'équipe basée à Elztal (Bade-Wurtemberg), est dissoute à l'issue de la saison 2013.

## Classements UCI
L'équipe participe aux circuits continentaux et principalement à des épreuves de l'UCI Europe Tour. Les tableaux ci-dessous présentent les classements de l'équipe sur les différents circuits, ainsi que son meilleur coureur au classement individuel.
UCI America Tour
| Saison | Classement par équipes | Meilleur coureur au classement individuel |
| ------ | ---------------------- | ----------------------------------------- |
| 2011   | 32e                    | Yannick Mayer (326e) Björn Thurau (326e)  |

UCI Asia Tour
| Saison | Classement par équipes | Meilleur coureur au classement individuel |
| ------ | ---------------------- | ----------------------------------------- |
| 2011   | 52e                    | Markus Eichler (168e)                     |
| 2013   | 65e                    | Michael Schweizer (228e)                  |

UCI Europe Tour
| Saison | Classement par équipes | Meilleur coureur au classement individuel |
| ------ | ---------------------- | ----------------------------------------- |
| 2011   | 42e                    | Tino Thömel (119e)                        |
| 2012   | 60e                    | Tino Thömel (180e)                        |
| 2013   | 41e                    | Tino Thömel (57e)                         |

## NSP-Ghost en 2013

### Effectif
| Cycliste          | Date de naissance | Nationalité | Équipe 2012     |
| ----------------- | ----------------- | ----------- | --------------- |
| Sebastian Baldauf | 22.02.1989        | Allemagne   |                 |
| Thomas Bonnin     | 10.05.1989        | France      | Argos-Shimano   |
| Jacob Fiedler     | 20.06.1987        | Allemagne   | NSP-Ghost       |
| Sven Forberger    | 26.05.1984        | Allemagne   | NSP-Ghost       |
| Sebastian Forke   | 13.03.1987        | Allemagne   | NSP-Ghost       |
| Markus Fothen     | 09.09.1981        | Allemagne   | NSP-Ghost       |
| Sergej Fuchs      | 21.02.1987        | Allemagne   | NSP-Ghost       |
| René Hooghiemster | 30.07.1986        | Pays-Bas    | NSP-Ghost       |
| Léo Menville      | 11.10.1988        | France      | NSP-Ghost       |
| Stefan Schäfer    | 06.01.1986        | Allemagne   | NSP-Ghost       |
| Jonas Schmeiser   | 11.07.1987        | Allemagne   | NSP-Ghost       |
| Michael Schweizer | 16.12.1983        | Allemagne   | Nutrixxion Abus |
| Tino Thömel       | 06.06.1988        | Allemagne   | NSP-Ghost       |

### Victoires
| Date       | Course                                                           | Pays     | Classe | Vainqueur         |
| ---------- | ---------------------------------------------------------------- | -------- | ------ | ----------------- |
| 24/03/2013 | 6e étape du Tour de Normandie                                    | France   | 2.2    | Tino Thömel       |
| 10/04/2013 | 1re étape du Tour du Loir-et-Cher                                | France   | 2.2    | Tino Thömel       |
| 12/04/2013 | 3e étape du Tour du Loir-et-Cher                                 | France   | 2.2    | Tino Thömel       |
| 14/04/2013 | 5e étape du Tour du Loir-et-Cher                                 | France   | 2.2    | Tino Thömel       |
| 14/04/2013 | Classement général du Tour du Loir-et-Cher                       | France   | 2.2    | Tino Thömel       |
| 04/05/2013 | 3e étape du Szlakiem Grodów Piastowskich                         | Pologne  | 2.1    | Tino Thömel       |
| 27/06/2013 | 2e étape de la Course de Solidarność et des champions olympiques | Pologne  | 2.1    | Michael Schweizer |
| 29/06/2013 | 4e étape de la Course de Solidarność et des champions olympiques | Pologne  | 2.1    | Sebastian Forke   |
| 01/09/2013 | Ronde van Midden-Nederland                                       | Pays-Bas | 1.2    | Sebastian Forke   |